# Gloster (Apfel)

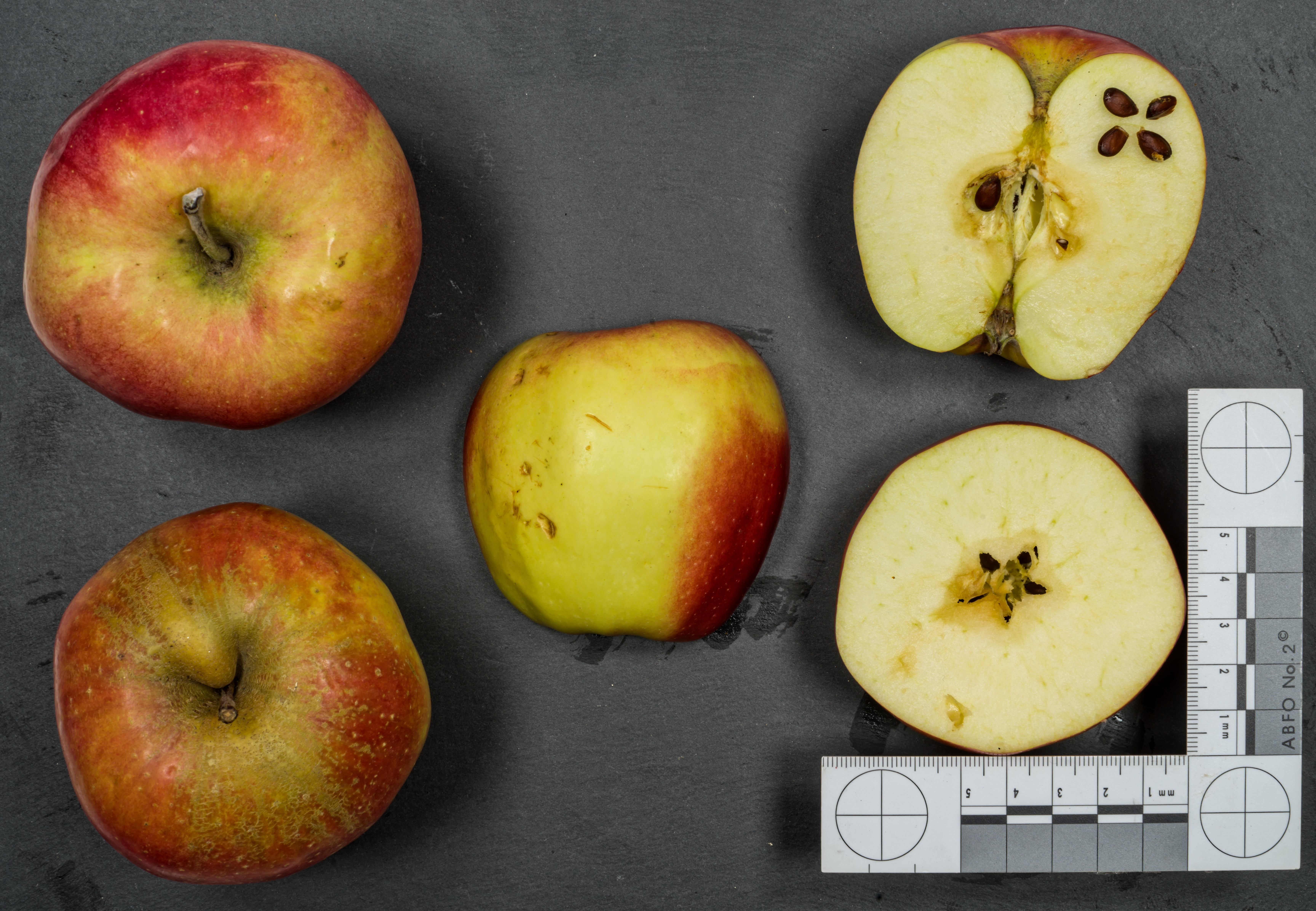
Frucht und Querschnitte

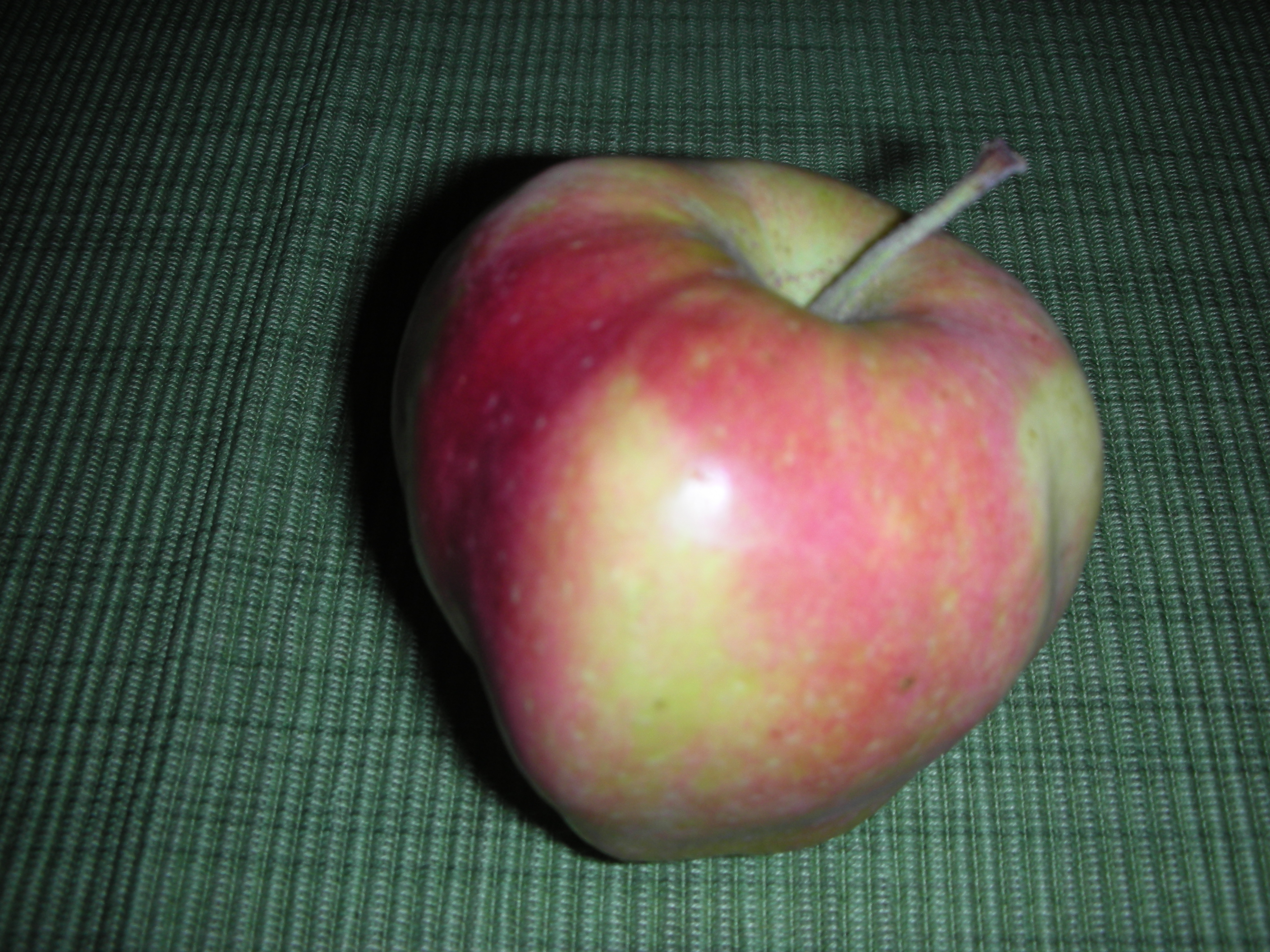
Gloster

Der Gloster, auch Gloster 69, ist eine Tafelobstsorte des Kulturapfels. Er wurde 1951 an der Obstbauversuchsanstalt Jork/Altes Land gezüchtet und hat seitdem weite Verbreitung im Erwerbsanbau gefunden, da er dessen Forderungen nach Lager- und Transportfähigkeit gerecht wird.
Den Namen Gloster 69 erhielt diese Sorte, da sie 1969 erstmals in den Handel kam.
Der Baum stellt wenig spezielle Anforderungen. Lediglich ein tiefgründiger Boden ist für einen ertragreichen Anbau erforderlich. Die Blüten und das Holz sind wenig frostempfindlich. Die Früchte hängen einzeln und sind windfest. Jedoch sollte eine ausreichende Wasserversorgung gegeben sein. Gloster ist anfällig für Feuerbrand und mäßig bis hoch anfällig für Apfelschorf.
Gloster ist eine Apfelsorte mit grün-gelblichem, saftigem Fruchtfleisch und säuerlichem Geschmack. Seine Deckfarbe geht in Purpurrot über. Als Erkennungszeichen gelten die Lentizellen.
Die Blüte beginnt bereits Anfang Mai. Ein Ausdünnen der Äpfel ist unbedingt erforderlich. Die Pflückreife ist ab Ende September gegeben. Bei zu langer Lagerung neigt die Sorte zu Kernhausfäule.
Im Großhandel hat diese Apfelsorte heute praktisch keine Bedeutung mehr, sie wird jedoch nicht selten in Bioläden verkauft.